# 709 (szám)
A 709 (római számmal: DCCIX) egy természetes szám, prímszám.

## A szám a matematikában
A tízes számrendszerbeli 709-es a kettes számrendszerben 1011000101, a nyolcas számrendszerben 1305, a tizenhatos számrendszerben 2C5 alakban írható fel.
A 709 páratlan szám, prímszám. Normálalakban a 7,09 · 102 szorzattal írható fel.
Pillai-prím.
A 709 négyzete 502 681, köbe 356 400 829, négyzetgyöke 26,62705, köbgyöke 8,91693, reciproka 0,0014104. A 709 egység sugarú kör kerülete 4454,77838 egység, területe 1 579 218,937 területegység; a 709 egység sugarú gömb térfogata 1 492 888 301,5 térfogategység.
A 709 helyen az Euler-függvény helyettesítési értéke 708, a Möbius-függvényé −1.